# G-Force (Gary Moore)
| Recensione              | Giudizio      |
| ----------------------- | ------------- |
| AllMusic                | [ 2 ]         |
| Sputnikmusic            | 2.7 (Average) |
| Dizionario del Pop-Rock | [ 4 ]         |

G-Force è un album discografico dell'omonimo gruppo musicale rock formato dal chitarrista nordirlandese Gary Moore, pubblicato dall'etichetta discografica Jet Records nel giugno del 1980.

## Tracce
Lato A (JET LP 229 A)
1. You – 4:10 (Gary Moore)
2. White Knuckles/Rockin' and Rollin' – 5:06 (Gary Moore/Gary Moore, Mark Nauseef)
3. She's Got You – 4:56 (Gary Moore, Mark Nauseef)
4. I Look at You – 6:05 (Gary Moore)

Lato B (JET LP 229 B)
1. Because of Your Love – 3:59 (Willie Dee, Tony Newton, Duane Hitchings)
2. You Kissed Me Sweetly – 4:13 (Tony Newton, Willie Dee)
3. Hot Gossip – 3:27 (Gary Moore)
4. The Woman's in Love – 4:03 (Gary Moore)
5. Dancin' – 4:35 (Gary Moore, Mark Nauseef, Tony Newton, Willie Dee)

## Formazione
- Gary Moore - chitarra, accompagnamento vocale-coro
- Gary Moore - voce solista (brano: Hot Gossip)
- Gary Moore - tastiere (brani: I Look at You e The Woman's in Love)
- Gary Moore - arrangiamento strumenti ad arco (brani: I Look at You e The Woman's in Love)
- Willie Dee - voce solista
- Tony Newton - basso, tastiere, kong bass synthesizer, accompagnamento vocale-coro
- Tony Newton - arrangiamento strumenti ad arco (brano: You Kissed Me Sweetly)
- Mark Nauseef - batteria, percussioni, sintetizzatori (synare II, synare III percussion synthesizer), sequenced

Altri musicisti
- Joachim Kühn - tastiere aggiunte
- Tom Scott - sassofono solo (brano: The Woman's in Love)
- Tom Scott - arrangiamento strumenti ad arco (brani: I Look at You, You Kissed Me Sweetly e The Woman's in Love)
- Thee Ox - marimba

Note aggiuntive
- Gary Moore, Mark Nauseef, Willie Dee e Tony Newton - produttori
- Registrazioni effettuate al Cherokee Studios ed al Record Plant, Los Angeles, California
- Tom Tubby La Tondre, Mack e Mark Sackett - ingegneri delle registrazioni
- Moshe Brakha - fotografia copertina album originale
- Martin Gurfinkel - assistente alla fotografia
- Glen Hogen, Staindamagegraphics - design copertina album originale
- Alan Williams - ritocco grafico copertina album [6]